# Gemeenschapsbos
Een gemeenschapsbos is in Suriname een bosgebied dat ter beschikking staat van inwoners van dorpen in bosgebieden en boslandbewoners die in stamverband leven. Het is bedoeld om te voorzien in de eerste levensbehoefte en voor dorpsontwikkeling.
De regelgeving omtrent gemeenschapsbossen ligt vastgelegd in artikel 41 lid 2 van de Wet Bosbeheer. De toewijzing ervan gebeurt door het ministerie met bosbeheer in de portefeuile (tot 2020 RGB, sindsdien GB), in samenspraak met Regionale Ontwikkeling en Sport. Om een gemeenschapsbos toegewezen te krijgen dient het traditionele gezag een verzoekschrift in.
Een gemeenschapsbos kan gebruikt worden om te voorzien in de eigen behoefte van voedingsmiddelen en bosproductie, het verzamelen van bijproducten uit het bos, commerciële houtkap en ontginning ten behoeve van landbouw. De gemeenschapsbossen kunnen een grote oppervlakte hebben, zoals 22.000 hectare in het geval van Bigi Poika.
Vanuit het ministerie van ROS worden trainingen gegeven om dorpelingen te ondersteunen, zoals in duurzaam bosbeheer voor dorpsontwikkeling. Hoewel Tropenbos Suriname, een onderzoeksorganisatie die zich richt op duurzaam bosbeheer, de ontwikkeling van gemeenschapsbossen stimuleert, reageerde het in 2020 bezorgd op de ontwikkeling dat het doel voor de dagelijkse levensbehoefte steeds meer plaats maakt voor houtkap.